# 横山エリカ
横山 エリカ（よこやま エリカ、1988年6月30日 - ）は、日本のモデル。早稲田大学国際教養学部卒業。TENCARAT Plume所属。

## 人物
- 父親はドイツ人、母親は日本人である[1]。
- 日本語・英語・ドイツ語を話せるトリリンガルである[1]。
- 歌手の青山テルマは、幼稚園の頃からの幼馴染である[2]。
- 趣味は旅行。海外は40か国を訪れ、日本の全都道府県を制覇している[1]。
- 温泉と銭湯が好きで、温泉ソムリエの資格を取得している[1]。
- 2020年12月18日、Instagramで結婚を報告[3]。

## 出演

### 雑誌
- GISELe（主婦の友社）
- FUDGE（三栄書房）
- SPURING[要検証 – ノート]
- Lips・ar（マガジンハウス）
- InRed（宝島社）
- 大人ヘアカタログ（宝島社）
- non-no（集英社）
- MORE（集英社）
- SPRiNG（宝島社）
- PREPPY（エイ出版社）
- an・an（マガジンハウス）
- sweet（宝島社）

### カタログ
- 組曲
- G.U.
- NISSEN
- MIRACLE
- スクロール生協
- Reebok
- 千趣会
- マクドナルド
- ZOZOTOWN
- RPTY
- マナマナ
- リモール

### 広告・CM
- 日本コカ・コーラ WEBCM「Glaceau sleep water」（2016年）
- アトレ「サマーカーニバル」
- ピオレ姫路 イメージキャラクター（2013年）
- 渋谷DSクリニック（2013年）

### テレビ
- IMAGICA TV カナダ建国150周年記念番組『MOSAIC CANADA』最終回 MARI役 （2017年）
- NHK Eテレ『旅するドイツ語』コーナーレギュラー（2016年10月 - ）
- TBSテレビ『カイモノラボ』（2016年）
- フジテレビ『スーパーフォーミュラー』MC（2015年）

### ラジオ
- J-WAVE
  - ZAPPA（日曜日・2016年4月 - 9月）
  - FRUIT MARKET（2016年10月1日 - 2020年2月29日）
  - SOCIEDAD GASTRONOMICA（2020年4月4日 - 9月26日）
  - XROSS.POINT[4]（2021年4月 - 2022年9月）
- J-Beat Box（ラジオ日本・2015年3月31日[5] - 9月22日）